# Nederlandse Racquetball Associatie
De Nederlandse Racquetball Associatie, NRA, is de koepelorganisatie in Nederland voor de beoefening van de racketsport racquetball, met 18 leden en 2 verenigingen in 2013. De bond is in 1978 opgericht. In 1998 is de bond lid geworden van het NOC*NSF, per 31 december 2014 werd dit lidmaatschap weer beëindigd.

## Ledenaantallen
Hieronder de ontwikkeling van het ledenaantal en het aantal verenigingen:
| Jaar | Aantal leden | Aantal verenigingen |
| ---- | ------------ | ------------------- |
| 1999 | 572          | 6                   |
| 2001 |              | 5                   |
| 2003 | 518          | 5                   |
| 2004 | 485          | 5                   |
| 2005 | 40           |                     |
| 2008 | 29           | 2                   |
| 2009 | 26           | 2                   |
| 2010 | 27           | 2                   |
| 2011 | 27           | 2                   |
| 2012 | 18           | 2                   |
| 2013 | 18           | 2                   |